# Heaven Knows I'm Miserable Now
"Heaven Knows I'm Miserable Now" é uma canção da banda britânica The Smiths. Lançada como single em maio de 1984, alcançou o décimo lugar na parada de singles do Reino Unido, tornando-se o primeiro top dez da banda. Mais tarde, foi incluída na coletânea Hatful of Hollow. Ela está listada como uma das 500 canções que moldaram o rock and roll segundo o Rock and Roll Hall of Fame.

## Composição e gravação
A música foi escrita por Johnny Marr em uma hora em um quarto de hotel de Nova Iorque em 2 de janeiro de 1984, usando uma guitarra Gibson ES-355 vermelha que foi dada a ele naquele dia por Seymour Stein. Depois de terminar essa, ele escreveu a música para o lado B, "Girl Afraid", na mesma noite. Marr considera as duas músicas "um par".
A canção é notável por marcar o início da relação de trabalho do produtor Stephen Street com a banda. Como um de seus primeiros papéis como "engenheiro interno" nos estúdios Fallout Shelter da Island Records, Street foi engenheiro na sessão. Ele conhecia a banda e estava animado com a proposta, dizendo em uma entrevista ao HitQuarters: "Eu os tinha visto pouco antes no Top of the Pops tocando 'This Charming Man', e como a maioria das outras pessoas naquela época que gostavam de música, estava muito animado com eles". Embora não tenha sido contatado para a gravação seguinte, "William, It Was Really Nothing", Street foi convidado a ser engenheiro do próximo álbum dos Smiths, Meat Is Murder, com Morrissey e Marr produzindo pela primeira vez.

## Posição nas paradas musicais
| Parada (1984)     | Melhor posição |
| ----------------- | -------------- |
| Irlanda (IRMA)    | 11             |
| Reino Unido (OCC) | 10             |

## Certificações
| Região | Certificação | Vendas   |
| --- | ------------ | -------- |
| Reino Unido (BPI) | Ouro         | 400,000^ |
| *números de vendas baseados somente na certificação ^distribuições baseadas apenas na certificação ‡vendas+valores de streaming baseados somente na certificação |              |          |